# Pentera
Pentera es una empresa de software de ciberseguridad especializada en soluciones automatizadas de validación de seguridad. Fue fundada originalmente como Pcysys en 2015, pero en 2021, pasó a llamarse Pentera. La empresa está dirigida por Amitai Ratzon (director ejecutivo) y el Dr. Arik Liberzon (fundador y director de tecnología). Pentera tiene entidades en Estados Unidos, Alemania, Reino Unido, Israel, Dubái y Singapur.

## Producto
Pentera desarrolla software de validación de seguridad diseñado para validarlos controles de ciberseguridad, las credenciales y las vulnerabilidades dentro de las organizaciones. La plataforma está diseñada para ayudar a identificar y priorizar los fallos de seguridad para aumentar la resistencia de una organización a los ciberataques.
El software de Pentera emplea algoritmos para realizar pruebas en todo el entorno de TI, incluyendo las superficies de ataque de la red interna y externa, tanto en la infraestructura interna como en la nube. La plataforma está diseñada para realizar una emulación automatizada de técnicas de ataque ético, como la ejecución remota de código, el descifrado de contraseñas y la exfiltración de datos. La plataforma no requiere la instalación de agentes de software en los puntos finales de la red, lo que la hace compatible con la mayoría de los sistemas empresariales y proveedores de servicios de seguridad.
La plataforma Pentera consta de productos y módulos complementarios:
- Producto Pentera Core - mapea, prueba y valida el control de seguridad de la red interna de la organización.[9][10]
- Producto Pentera Surface - mapea, prueba y valida el control de seguridad de la red externa de la organización.[11]
- Producto Pentera Cloud - mapea, prueba y valida los controles de seguridad de los entornos cloud (en la nube) de la organización.[12]
- Módulo Pentera RansomwareReady - valida las defensas de la organización contra los últimos ataques conocidos de ransomware.[13][14]
- Módulo de Exposición de Credenciales de Pentera - aprovecha los datos de fuentes de credenciales filtradas del mundo real para identificar amenazas en las superficies de ataque internas y externas de la organización.[15][16]

## Investigación
Pentera Labs es la rama de investigación de la compañía, que monitoriza activamente las fuentes de inteligencia de amenazas e identifica nuevas vulnerabilidades y técnicas de ataque utilizadas por los adversarios. Sus publicaciones están disponibles para que los ciberdefensores identifiquen, analicen, emulen y mitiguen las nuevas tácticas y técnicas de los adversarios.
Estos hallazgos se sintetizan y se introducen en la plataforma de Pentera para mejorar continuamente sus capacidades de pruebas de seguridad. Pentera Labs también reveló vulnerabilidades de "día cero" recientemente descubiertas y contribuyó a las técnicas, tácticas y procedimientos de los adversarios (TTP, por sus siglas en inglés) para la matriz ATT&CK de MITRE.
Ejemplos de hallazgos de Pentera Labs y su contribución a la comunidad:
- Vulnerabilidades de Día Cero - En marzo de 2022, el equipo de Pentera Labs descubrió dos vulnerabilidades de día cero, CVE-2022-22948 y CVE-2021-22015. Estas vulnerabilidades pusieron al descubierto puntos débiles en entornos gestionados por VMware vCenter en más de 500.000 organizaciones de todo el mundo. Las vulnerabilidades fueron comunicadas a VMware por Yuval Lazar, Investigadora Senior de Seguridad, lo que dio lugar a un parche correctivo de VMware.[19]
- "135 es el nuevo 445" - En septiembre de 2022, el equipo de Pentera Labs desarrolló una implementación de la utilidad PsExec de Sysinternals que permite moverse lateralmente en una red utilizando el puerto menos vigilado, el puerto TCP 135 de Windows.[20]
- "¿Quién Robó Mis Cookies? Vulnerabilidad XSS en Microsoft Azure Functions" - En enero de 2023, el equipo de Pentera Labs encontró una vulnerabilidad web XSS en Microsoft Azure Functions, que fue parcheada por Microsoft tras su informe.[21]

## Financiación
A marzo de 2025, Pentera ha raccolto un totale di 250 milioni di dollari attraverso diversi round di finanziamento:
- Finanziamento iniziale (2015-2018): raccolti 5 milioni di dollari.[22][23]
- Serie A (novembre 2019): raccolti 10 milioni di dollari da AWZ Ventures e Blackstone Group.[22]
- Serie B (settembre 2020): raccolti 25 milioni di dollari da Insight Partners, AWZ Ventures e Blackstone Group.[23][24][25]
- Serie C (gennaio 2022): raccolti 150 milioni di dollari, con la partecipazione di K1 Investment Management, Evolution Equity Partners e Insight Partners, portando la valutazione dell'azienda a 1 miliardo di dollari.[26][27]
- Serie D (marzo 2025): raccolti 60 milioni di dollari, guidati da Evolution Equity Partners, con la partecipazione di Farallon Capital Management.

Dal round di Serie C, Pentera ha registrato una crescita significativa, aumentando il fatturato annuo ricorrente (ARR) di oltre il 300% e ampliando la base clienti del 200%. Questo finanziamento supporterà la ricerca e sviluppo, l'integrazione dell'AI nei processi di convalida della sicurezza e l'espansione del mercato negli Stati Uniti.